# Modello UML
Un modello UML è un modello di un sistema software (o di un sistema di altro genere) realizzato nel linguaggio di modellazione UML. Informalmente, un modello UML viene spesso inteso come un insieme di diagrammi correlati, ciascuno dei quali descrive un particolare aspetto o una particolare porzione del sistema modellato.

## Modello e diagrammi
L'affermazione comune secondo cui un modello UML è una collezione di diagrammi non è formalmente corretta. I documenti ufficiali prodotti da OMG, infatti precisano che
(Specifiche di UML 2.0, p. 657, corsivo aggiunto)
Sebbene il modello venga tipicamente creato attraverso la redazione di diagrammi, quindi, il modello in senso stretto non coincide con i diagrammi, ma con il loro contenuto informativo astratto, interpretabile secondo il metamodello di UML. Per questo motivo, per esempio, gli ambienti software di modellazione UML distinguono fra la cancellazione di un simbolo da un diagramma (che è un'operazione che riguarda solo le visualizzazioni) e la cancellazione del corrispondente elemento dal modello (che è un'operazione concettuale).

## Modelli e XMI
I modelli UML possono essere salvati in un formato di interscambio basato su XML e chiamato XMI.